# Danesh (wissenschaftliche Zeitschrift)
Danesh (persisch دانش, DMG Dāneš, ‚Wissen‘)  ist der Titel von sieben verschiedenen persischsprachigen Zeitschriften, die seit 1882 herausgegeben wurden. Dieses zweiwöchentlich erscheinende Wissenschaftsmagazin war das erste und wurde 1882 in Teheran von der Universität Dār al-fonūn publiziert. Insgesamt erschienen auf Anordnung des Wissenschaftsministers ʿAlīqolī Khan Moḵber-al-Dawla, der unter Nāṣer-al-Dīn Shah (1264–1313/1848–1896) tätig war, 14 Ausgaben. Im Iran war Dāneš das erste Magazin, das kostenlos erhältlich war und Werbung kostenfrei abdruckte. Das Ziel der Zeitschrift war es wahrscheinlich, die Lücke zu füllen, die die Auflösung des bekannten Wissenschaftsmagazins Rūz-nāma-ye ʿelmī hinterlassen hatte. Leitender Redakteur war Moḥammad Kāẓem, ein Lehrer für Naturwissenschaften an der Dār al-fonūn, der in Europa studiert hatte. Neben Kāẓem veröffentlichten noch andere Lehrer Artikel zu wissenschaftlichen und medizinischen Themen sowie ihre eigene Meinungen. Zudem nutzte das Ministerium für Wissenschaft die Zeitschrift als Sprachrohr für ihre offiziellen Nachrichten.